# Bohumil Landsmann
Bohumil Landsmann CSsR (lat. Theophilus Landsman) (5. února 1916 Jestřebí – 9. října 1984 Kadaň) byl český katolický kněz, člen kongregace redemptoristů.

## Život
Redemptorista Bohumil (podle jednoho zdroje Bohuslav) Landsmann byl na kněze vysvěcen 29. června 1941 v Praze. Kolem roku 1948 pobýval ve Staré Boleslavi, a v této době také vystoupil z kongregace redemptoristů. V letech 1951-1954 působil v pastoraci v Býčkovicích. 23. července 1954 odsouzen Nejvyšším soudem v Praze na 20 let – společně s litoměřickým biskupem Štěpánem Trochtou, Františkem Rabasem a Františkem Vlčkem.
Od roku 1969 začal sloužit jako výpomocný duchovní (důchodce) v Klášterci nad Ohří a excurrendo ve Vilémově. Od 1. listopadu 1969 do 1. října 1970 byl duchovním správcem ve farnosti Místo. Poté od konce roku 1970 až do své smrti v roce 1984 byl administrátorem v Klášterci nad Ohří a excurrendo farností Louchov, Perštejn, Rašovice a Okounov. Několik let před smrtí se zase vrátil do kongregace redemptoristů.
Zemřel 9. října 1984 v nemocnici v Kadani ve věku 68 let. Pohřben byl 18. října 1984 v Klášterci nad Ohří.